# AWM gGmbH
Die AWM gGmbH (ehemals Akademie für Weltmission) mit Sitz in Korntal-Münchingen bei Stuttgart ist eine evangelikale theologische Bildungseinrichtung. Durch eine Partnerschaft mit der Columbia International University (CIU) können Abschlüsse innerhalb des nordamerikanischen Bildungssystems angeboten werden. Die AWM gGmbH ist eine der Evangelischen Allianz nahestehende Organisation. Sie ist Mitglied der European Evangelical Accrediting Association (EEAA) sowie der Konferenz Bibeltreuer Ausbildungsstätten.

## Geschichte
Gegen Ende der 1960er Jahre und in den 1970er Jahren, als deutlich wurde, dass in der Praxis die Kirchen und der ÖRK das konventionelle missionarische Anliegen zugunsten des diakonischen Auftrages und der Entwicklungshilfe zurückstellten und die missionstheologischen Lehrstühle an Universitäten umfunktionierten, erkannte eine Reihe traditionalistisch orientierter Missionsgesellschaften den Bedarf an evangelikaler Fort- und Weiterbildung für ihre Missionare. Mit dem Seminar für Missionarische Fortbildung (SMF) wurde als eine der ersten evangelikalen Weiterbildungsstätten für Missiologie in Deutschland dafür der Grund gelegt. Schon 1975 hatte Helmuth Egelkraut im Auftrag der Liebenzeller Mission siebenwöchige Fortbildungs-Seminare für ihre eigenen Missionare angeboten, woraus im Jahr 1979 von der Arbeitsgemeinschaft Evangelikaler Missionen unter der Leitung von George W. Peters das SMF gestartet und ins Monbachtal (bei Bad Liebenzell) verlegt wurde.

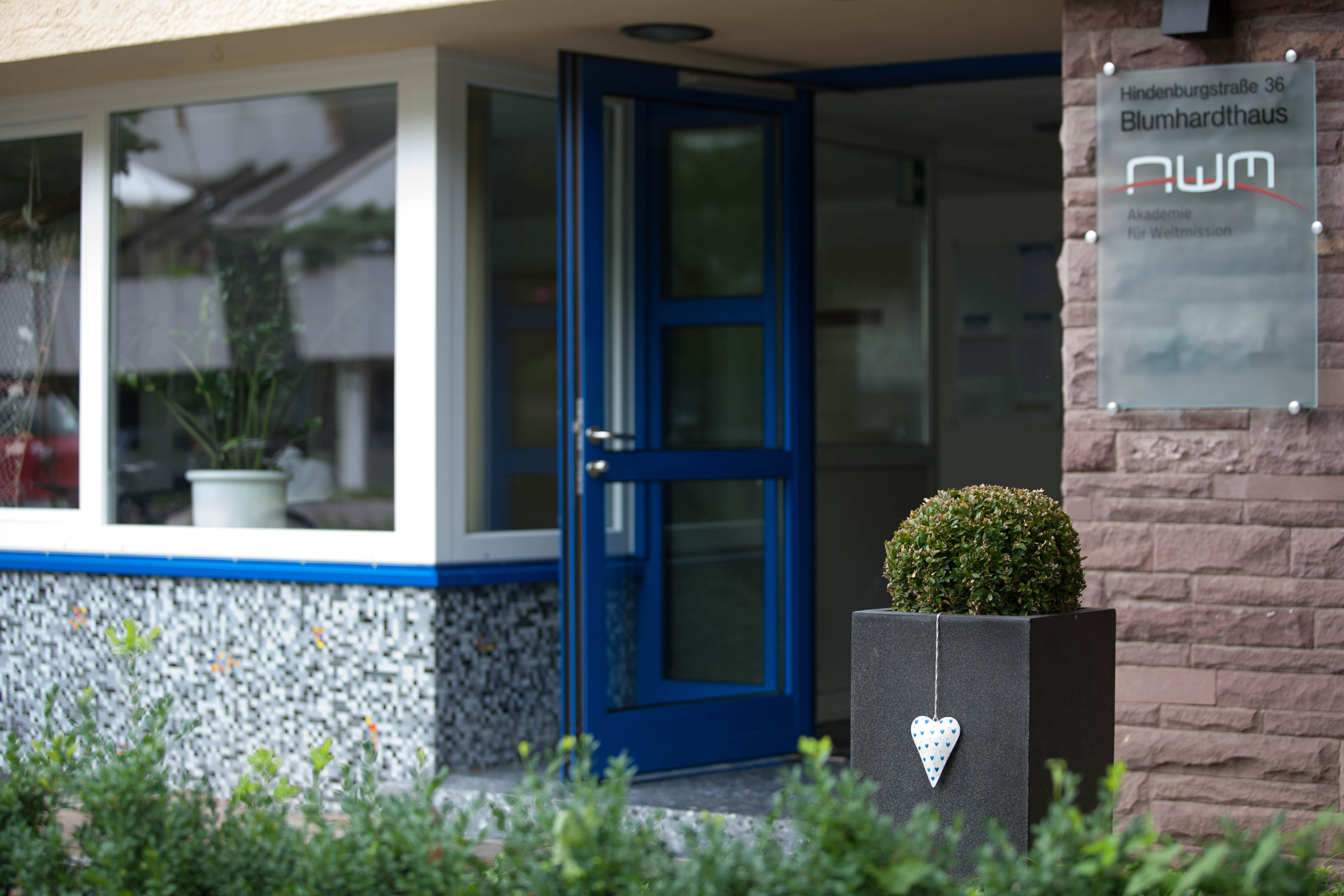
AWM-Haupteingang

Nach Ausweitung der Arbeit wurde dieses ab 1984 als Freie Hochschule für Mission in Korntal fortgeführt, die Peters als deren erster Rektor noch bis 1987 und Peter Beyerhaus ab 1989 leitete. 1990 wurde sie als externes Studienzentrum des Columbia Biblical Seminary anerkannt. Von 1994 bis 1996 wurde sie von Ernst Vatter als Mitgründer ehrenamtlich geleitet. Im Jahr 2000 entstand daraus die Akademie für Weltmission als gemeinnützige GmbH, die von folgenden drei Gesellschaftern mit dem Ziel gegründet wurde, theologische und interkulturelle Aus- und Weiterbildung zu ermöglichen:
- Arbeitsgemeinschaft Evangelikaler Missionen (AEM) Deutschland
- Arbeitsgemeinschaft Evangelischer Missionen (AEM) Schweiz[9]
- Evangelische Brüdergemeinde Korntal

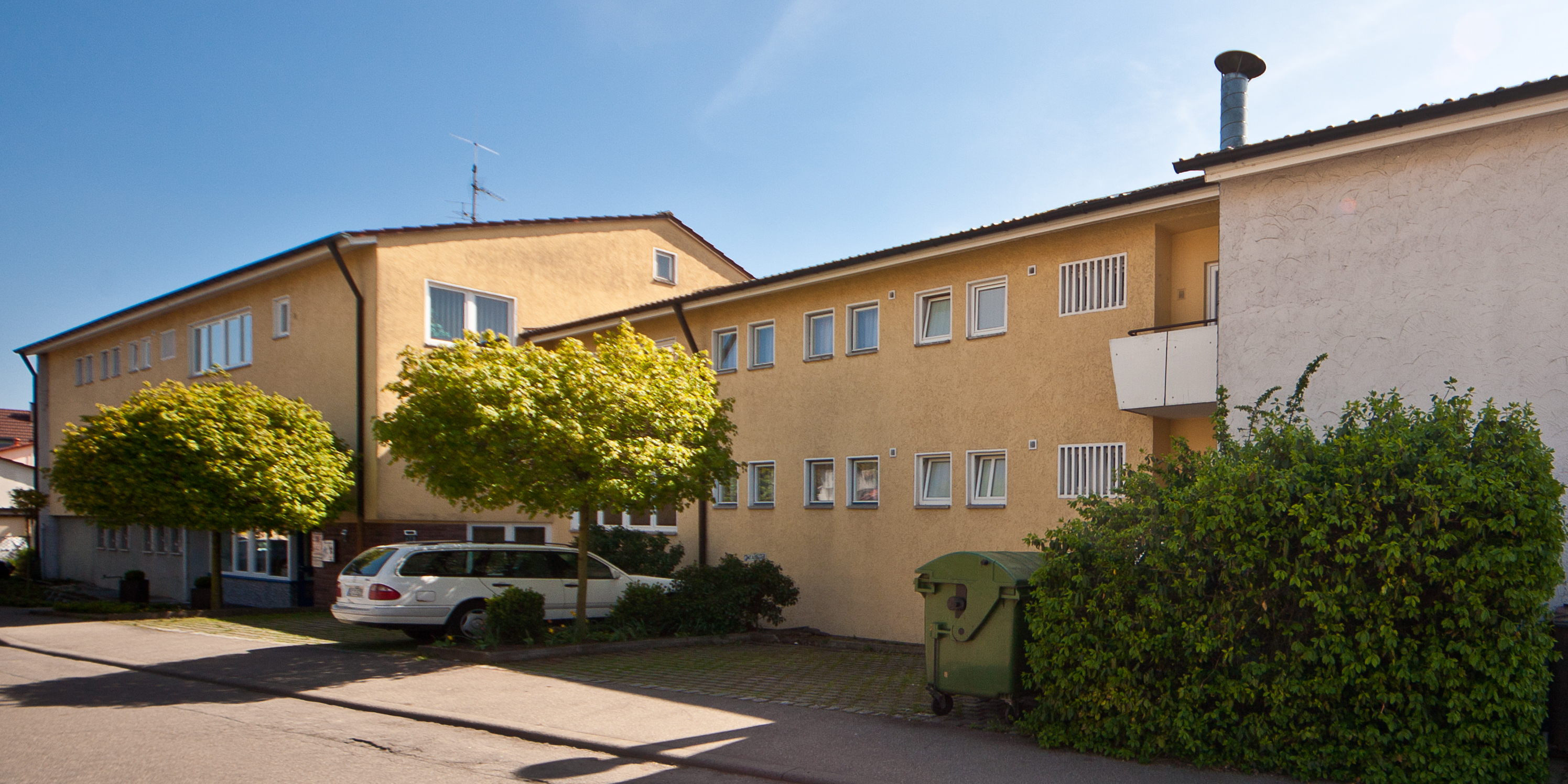
Blumhardt-Haus

Die AWM residiert im „Blumhardt-Haus“ in Korntal, benannt nach einer der prägenden Persönlichkeiten des schwäbischen Pietismus, Johann Christoph Blumhardt (1805–1880). Von 1984 bis 2007, bis sie das Gebäude durch einen Erbbaurechtsvertrag erwarb, bestand ein Mietverhältnis zur örtlichen evangelischen Brüdergemeinde. Diese kam als weitere Gesellschafterin hinzu und wurde Mitglied des Beirates. Im Begräbnisgarten, dem alten Korntaler Friedhof, der direkt unterhalb des Blumhardt-Hauses liegt, sind zahlreiche Pioniere der Weltmission aus der Gründerzeit der Brüdergemeinde begraben, darunter der Indienmissionar Samuel Hebich und die Ostafrikamissionare Ludwig Krapf und Johannes Rebmann. Seit 2018 nennt sich die Akademie vereinfacht „AWM gGmbH“.
Von 1989 bis 1996 war Peter Beyerhaus und von 2002 bis 2019 Traugott Hopp Rektor der AWM, der im Juni 2019 von Peter Westphal abgelöst wurde.

## Ausbildung
Die AWM gGmbH ist eine Studien- und Weiterbildungseinrichtung von rund 150 Missionsgesellschaften in Deutschland und der Schweiz. Insgesamt werden an der AWM pro Jahr rund 500 Studenten von einem 35-köpfigen Mitarbeiterteam betreut. Ihre Angebote richten sich an Menschen verschiedener Berufe und Altersstufen, u. a. an Missionare, Personalverantwortliche, Pastoren und Pädagogen und sind in folgende Weiterbildungs- und Studienzweige gegliedert:

### CIU Korntal

Logo der CIU Korntal, der akademische Bereich der AWM Korntal

Die „CIU Korntal“ (ehemals European School of Culture and Theology, ESCT) bietet in Partnerschaft mit der Columbia International University, USA (seit 1994) ein Studium zum Bachelor of Arts mit Fokus Interkulturelle Studien und seit 2017 vier Masterprogramme an:
- MA in Culture and Theology (CTH)
- MA in Intercultural Leadership (ICL)
- MA in Intercultural Studies (ICS)
- Master of Divinity

Darüber hinaus gibt es Promotionsprogramme zum Doctor of Ministry (DMin), Doctor of Philosophy und Education Specialist (EdS).
Dekan ist Tobias Menges, der 2018 Bernhard Ott in diesem Amt ablöste.

### Seminare und Weiterbildungen
Neben dem akademischen Zweig der CIU Korntal bietet die AWM Einzelseminare zu verschiedenen Themen sowie modulare, zertifizierte Weiterbildungen  zum Interkulturellen Coach (2010 bis 2018), seit 2015 Integrationsbegleiter zu Member Care oder Systemische Organisationsentwicklung (früher: „Weiterbildung zum Systemischen Organisationsentwickler“). Ab Herbst 2018 gibt es die Weiterbildungen zum ConViator, Konfliktmoderation, Führung in christlichen Nonprofit-Organisationen und Systemische Personalentwicklung.
Die Absolventen arbeiten bei staatlichen Stellen, Missionsgesellschaften, Gemeindeverbänden oder in sozial-diakonischen Einrichtungen in Thailand, Kenia, Mali, Peru, Zentralasien, Russland, Japan, Spanien, Frankreich, Indien, Deutschland und anderen Ländern.

### Europäisches Institut für Migration, Integration und Islamthemen
Im Jahr 2013 wurde das Europäische Institut für Migration, Integration und Islamthemen (EIMI) gegründet. Ziel ist die Beratung, Forschung und Vernetzung von Prozessen und Projekten im Bereich Migration und Integration, sowie der Weiterbildung zum Integrationsbegleiter. Es bietet Kurse, Beratung, Vorträge und Schulungen für Haupt- und Ehrenamtliche in der Migrations- und Flüchtlingsarbeit, die ihre interkulturelle Kompetenzen stärken wollen.
Institutsleiter ist Yassir Eric.

## Dozenten
Zu den bekanntesten Dozenten aus dem deutschsprachigen Raum zählen Helmuth Egelkraut, Lothar Käser, Volker Kessler, Eberhard Mühlan, Elmar Spohn und Klaus Wetzel.

## Förderverein
Der Förderverein der AWM e. V. wurde im Jahr 2006 gegründet und hat sich zum Ziel gesetzt, Studenten finanziell zu unterstützen. Er ist Stifter des „Ludwig-Krapf-Preises“.

## Preisverleihungen

### Ludwig-Krapf-Preis
Seit 2007 verleiht der Förderverein der AWM gGmbH den mit 500 Euro dotierten Ludwig-Krapf-Preis, der besondere akademische Leistungen der AWM-Studierenden, innovative Strategien in der interkulturellen Arbeit oder besondere Lebensleistungen würdigt, die eng mit den Zielen und der Vision der Akademie verbunden sind. Der Preis ist nach dem Tübinger Missionar Johann Ludwig Krapf benannt, der als „Vater“ der ostafrikanischen Erweckungsbewegung gilt.
Die Preisträger
- 2007: Markus und Susanne Hiller
- 2008: Kristina Hoffmann
- 2009: Matthias Lübke
- 2010: Samuel Strauss
- 2011: Adnan Al-Masoud und Anatoli Uschomirski
- 2012: Christine Rebstock
- 2013: ungenannt
- 2014: David Maina Kiai
- 2015: Elisabeth Buser
- 2016: Helga und Eide Schwing
- 2017: Jens Tellbach
- 2018: Micha Orth
- 2019: Heike Brandt
- 2020/21: Beate Reins
- 2022: Anette Bauscher
- 2023: Susanne Geske

### Lebens.Werk-Preis
Der Lebens.Werk-Preis wird seit 2017 jährlich verliehen und ist mit 500 Euro dotiert. Er will langjähriges, herausragendes Engagement würdigen und gilt Personen, die über einen langen Zeitraum hinweg mit und für Menschen anderer Sprachen und Kulturen gelebt haben und durch ihr Vorbild, Führungstätigkeit und Leidenschaft als Christen Aufbauarbeit geleistet haben.
Die Preisträger
- 2017: Roswitha und Paul Gerhard Kalthoff (von 1972 bis 1985 in Nepal tätig)
- 2018: Elfriede Seitter (Aufbau eines christlichen Bildungszentrums unter der indigenen Bevölkerung in Taiwan)
- 2019: Fritz und Anneke Lauffenburger für ihre Arbeit unter der indigenen Bevölkerung Brasiliens: Visualisierung der Systematik der Bibel mittels Struktur der Hängematte.
- 2020: Eberhard Troeger für sein jahrzehntelanges fachliches und persönliches Engagement zum Verständnis des Islams aus christlicher Perspektive.
- 2021: Ralph Enlow (US-Theologe) für seinen langjährigen Einsatz zur Förderung „kontextualisierter theologischer Ausbildung“ weltweit, insbesondere seinen Beitrag zur über 30-jährigen Partnerschaft der AWM mit der „Columbia International University“.[16]
- 2022: Bernhard Ott für seinen lebenslangen Einsatz für theologische Bildung.
- 2023: Lothar Käser für seine Leistung, wissenschaftliche Erkenntnisse in den Bereichen Anthropologie und Ethnologie in die evangelikale Welt Deutschlands einzuführen.